# Skot
 Ikke at forveksle med Skodde og Skotte.
Et skot betegner en lodret rumadskillelse på et skib eller undervandsbåd (på land ville man kalde det en væg eller en mur). Anvendes overalt om bord: i personrum (kahytter m.m.), i lastrum (tørlastskibe) og i tanke (tankskibe).

## Vandtæt skot
I moderne skibe sikrer man flydeevnen ved skrogskader, ved at opdele skibet i sektioner ved hjælp af vandtætte skotter (forældet, ukorrekt anv. vandtætte skodder), der typisk går fra hoveddækket (dækket nærmest, men over, vandlinjen) til bunden - og på tværs af skibets længderetning; vandtætte tværskotter.
I de vandtætte skotter skal døre lukkes (helst automatisk) ved brand eller vandindtrængen. Ved brand lukkes dørene for at hindre branden og røgen i at sprede sig og for at hindre at branden får mere ilt. Ved vandindtrængen lukkes dørene for at hindre skibets flydeevne i at forringes, ved at hindre vandet i at komme ind i andre sektioner.

## Talemåde
Skotter indgår i øvrigt i talemåden “vandtætte skotter”, der betyder at ting skal holdes fuldstændigt adskilt.